# Tušija
Tušija (hebrejsky תּוּשִׁיָּה‎, v oficiálním přepisu do angličtiny Tushiyya, přepisováno též Tushia) je vesnice typu společná osada (jišuv kehilati) v Izraeli, v Jižním distriktu, v Oblastní radě Sdot Negev.

## Geografie
Leží v nadmořské výšce 106 metrů na severozápadním okraji pouště Negev; v oblasti která byla od 2. poloviny 20. století intenzivně zúrodňována a zavlažována a ztratila charakter pouštní krajiny. Jde o zemědělsky obdělávaný pás přiléhající k pásmu Gazy a navazující na pobřežní nížinu.
Obec se nachází 14 kilometrů od břehu Středozemního moře, cca 74 kilometrů jihojihozápadně od centra Tel Avivu, cca 76 kilometrů jihozápadně od historického jádra Jeruzalému a 5 kilometrů západně od města Netivot. Tušiji obývají Židé, přičemž osídlení v tomto regionu je etnicky převážně židovské. 7 kilometrů severozápadním směrem ale začíná pásmo Gazy s početnou arabskou (palestinskou) populací.
Tušija je na dopravní síť napojena pomocí lokální silnice 2422, jež severovýchodně od vesnice ústí do dálnice číslo 25.

## Dějiny

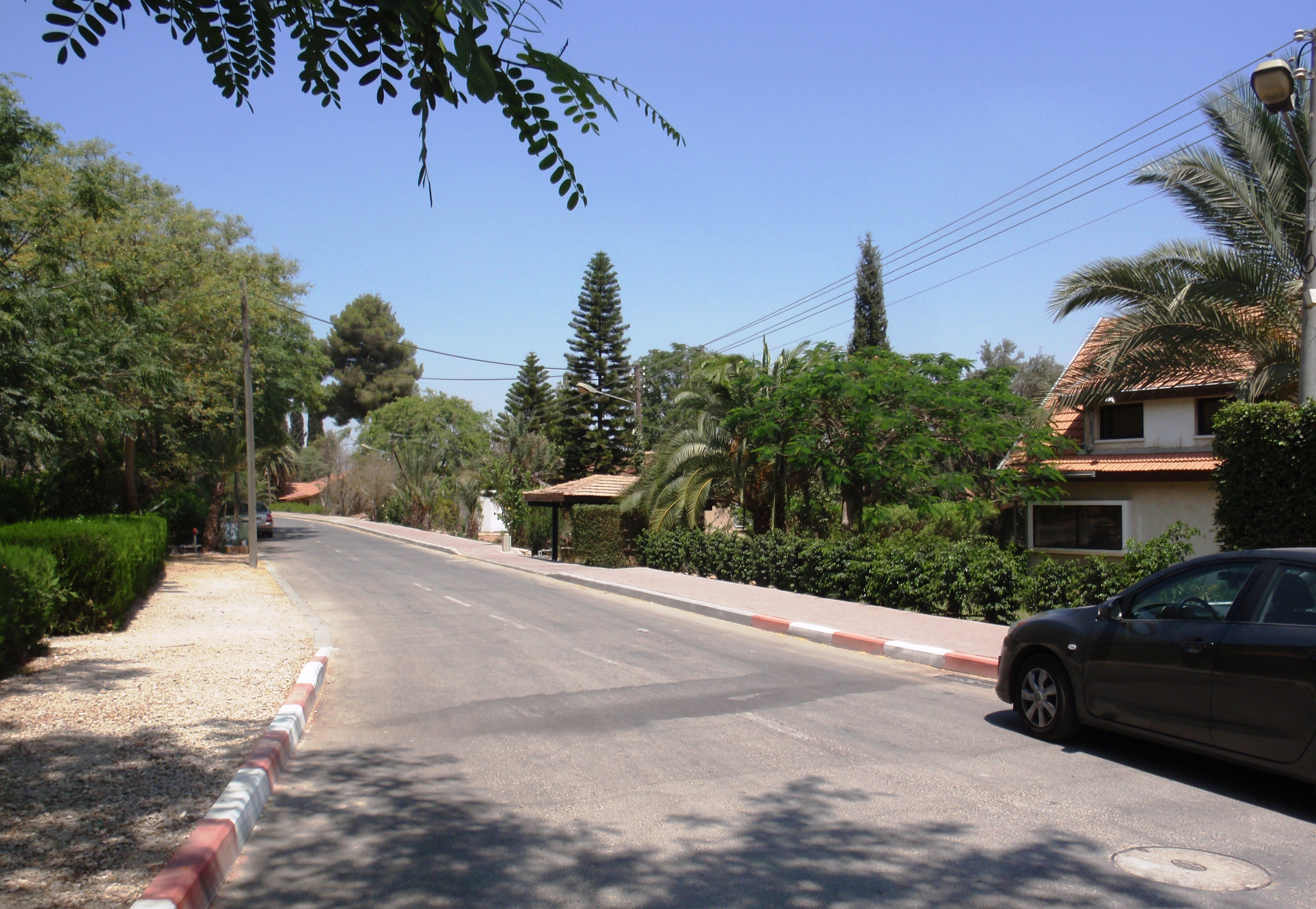
Zástavba v obci Tušija

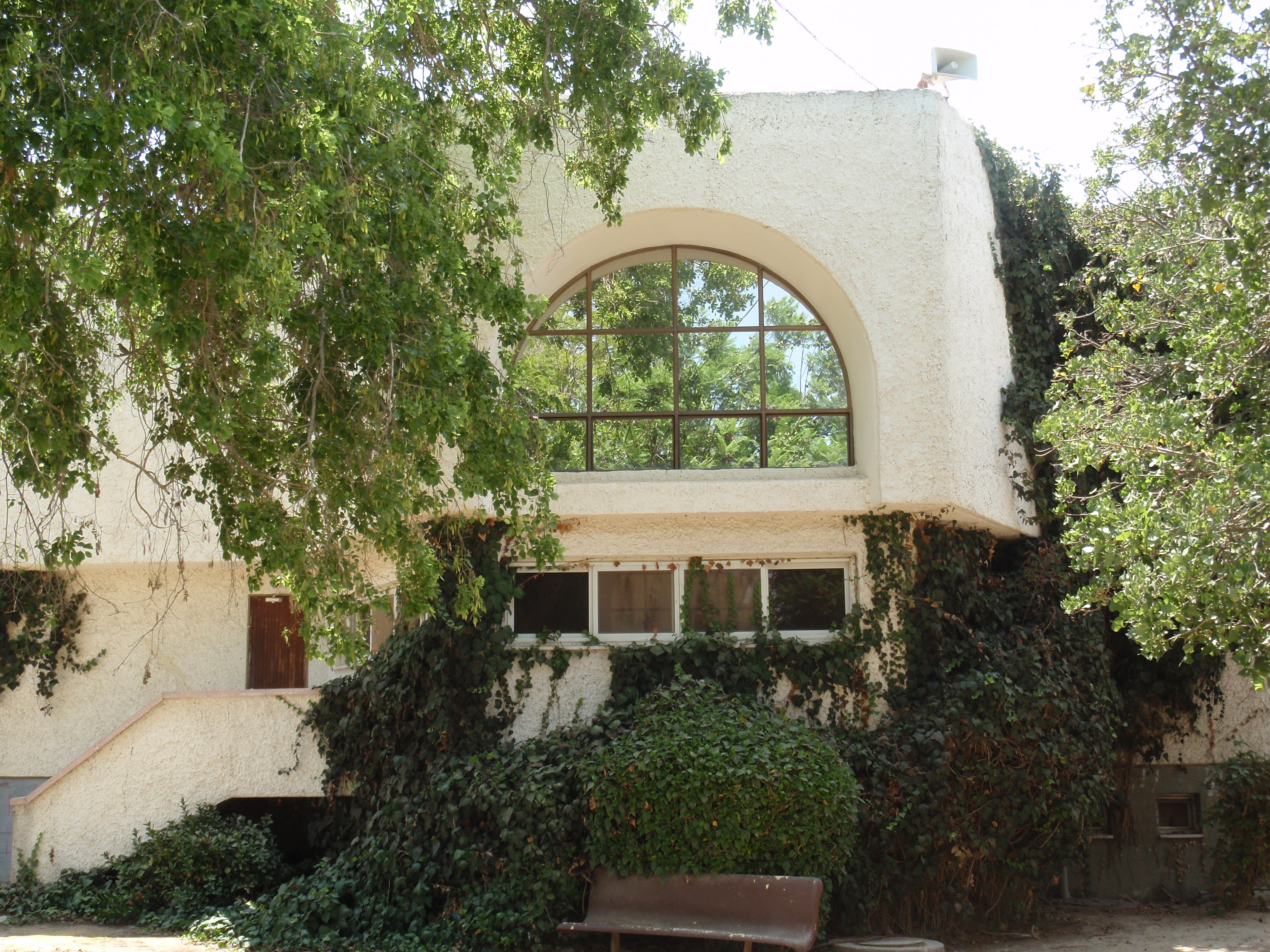
Ješiva využívaná obyvateli obcí Tušija a Kfar Majmon

Tušija byla založena v roce 1958. Podle jiného zdroje se zde první obyvatelé usadili 3. března 1957. Jejími zakladateli byli Židé z Evropy a severní Afriky, napojení na mládežnické hnutí Bnej Akiva a náboženskou sionistickou organizaci ha-Po'el ha-Mizrachi, která v tomto regionu zřídila celý blok nábožensky orientovaných osad (Šuva Alef - dnešní Šuva, Šuva Bet - dnes Zimrat, Šuva Gimel - dnes Šokeda, Šuva Dalet - nerealizovaná vesnice Cumcha, Šuva He - dnes Tušija, Šuva Vav - dnes Kfar Majmon, Tkuma a Jošivja).
V prvních letech čelila vesnice těžké ekonomické situaci. Většina nově zbudovaných domů zůstávala prázdná. Kulturním a náboženským středem obce se stala ješiva. Zpočátku se osada pracovně nazývala Šuva He ('שובה ה) - podle nedaleké vesnice Šuva. Pak byla vesnice pojmenována podle biblického citátu z Knihy přísloví 2,7: „Pro přímé má pohotovou pomoc, je štítem těm, kdo žijí bezúhonně“
Místní ekonomika je orientována na sektor služeb. Velká část obyvatel pracuje ve školství. Společně se sousední vesnicí Kfar Majmon vytváří Tušija jeden stavební celek (dříve nebyly ani jednoznačně administrativně odděleny) a obě obce sdílejí některé instituce a služby. Funguje tu zdravotní středisko, sportovní areály, obchod se smíšeným zbožím, synagoga a mikve.

## Demografie
Obyvatelstvo osady je nábožensky orientované. Podle údajů z roku 2014 tvořili naprostou většinu obyvatel v Tušiji Židé (včetně statistické kategorie "ostatní", která zahrnuje nearabské obyvatele židovského původu ale bez formální příslušnosti k židovskému náboženství).
Jde o menší obec vesnického typu s dlouhodobě rostoucí populací. K 31. prosinci 2014 zde žilo 991 lidí. Během roku 2014 populace stoupla o 8,4 %.
| Rok            | 1961 | 1972 | 1983 | 1995 | 2001 | 2003 | 2004 | 2005 | 2006 | 2007 | 2008 | 2009 | 2010 | 2011 | 2012 | 2013 | 2014 |
| -------------- | ---- | ---- | ---- | ---- | ---- | ---- | ---- | ---- | ---- | ---- | ---- | ---- | ---- | ---- | ---- | ---- | ---- |
| Počet obyvatel | 16   | 173  | 423  | 572  | 677  | 720  | 748  | 781  | 789  | 795  | 795  | 699  | 837  | 763  | 854  | 914  | 991  |